# 地下鐵路 (秘密結社)
地下鐵路（英語：Underground Railroad）是十九世纪美国秘密路线网络和避难所，旨在帮助非裔奴隶逃往自由州和加拿大，得到了废奴主义者及同情者的支持。这一词汇也用于指代帮助奴隶逃亡的废奴主义者，他们包括白人、黑人、自由人和奴隶。部分逃亡路线甚至延伸至墨西哥或海外。地下铁路的最南端达到西班牙属地佛罗里达，并一直持续运作，直至1861年南北战争爆发。该网络起源于19世纪初，并在1850年至1860年间达到顶峰。。据估算，至1850年已有约10万名奴隶通过这条“铁路”获得自由。
英属北美（即今日的加拿大）禁止蓄奴，因而成为许多奴隶向往的目的地。延绵的边界线为逃亡奴隶提供了不少便利。大多数逃至加拿大的前奴隶定居在安大略。据统计，在20年间，通过这一网络逃往加拿大的奴隶超过30,000人，而美国人口普查的数据仅记录了6,000人。许多逃亡者的故事被费城的废奴主义者威廉·斯蒂尔记录在1872年出版的《地下铁路记录》中。

## 政治背景

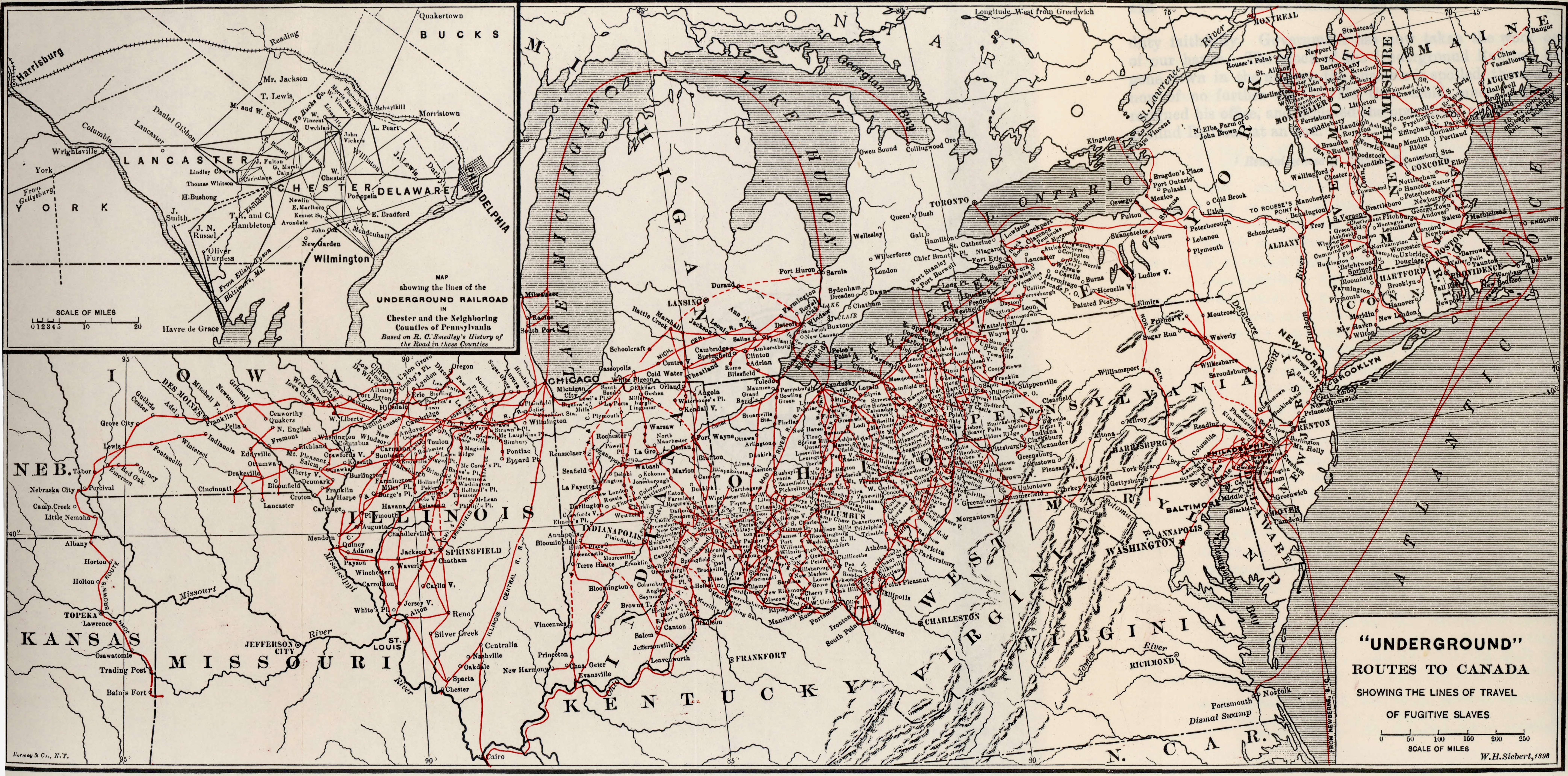
地下鐵路的網絡圖

在地下铁路活动的高峰期，每年约有1,000名奴隶成功从蓄奴州逃离（法院记录的逃亡案件超过5,000起），但这一数字相较于奴役人口的自然增长仍然很低。尽管逃亡对经济影响有限，但对奴隶主的心理冲击巨大。《1793年逃亡奴隶通缉法》要求各州协助追捕逃亡奴隶，然而自由州的公民和政府多选择忽视，从而助长了地下铁路的活跃。
在南方政客的推动下，美国国会在美墨战争后通过了《1850年妥协案》，使《1850年逃亡奴隶通缉法》更加严苛。妥协案表面上是为解决区域分歧，但实际上要求自由州官员协助奴隶猎人追捕逃亡奴隶，并允许猎人携带武器执行任务。由于认定某人为奴隶的门槛极低，奴隶猎人还会绑架自由黑人，尤其是儿童。南方政客常常夸大逃亡奴隶的数量，并指责北方干涉南方的财产权。法案剥夺了嫌疑奴隶在法庭自辩的权利，使他们难以证明自身自由身份，贿赂也因此泛滥，法官若判定嫌疑人为奴隶可获得更高报酬（10美元），反之则仅为5美元。许多原本中立的北方人因此被迫卷入奴隶制之争。南北战争期间，联邦政府将此视为战争的关键原因之一，而北方各州对逃亡奴隶通缉法的漠视则成为南方退出联邦的主要理由之一。

## 歷史

### 结构

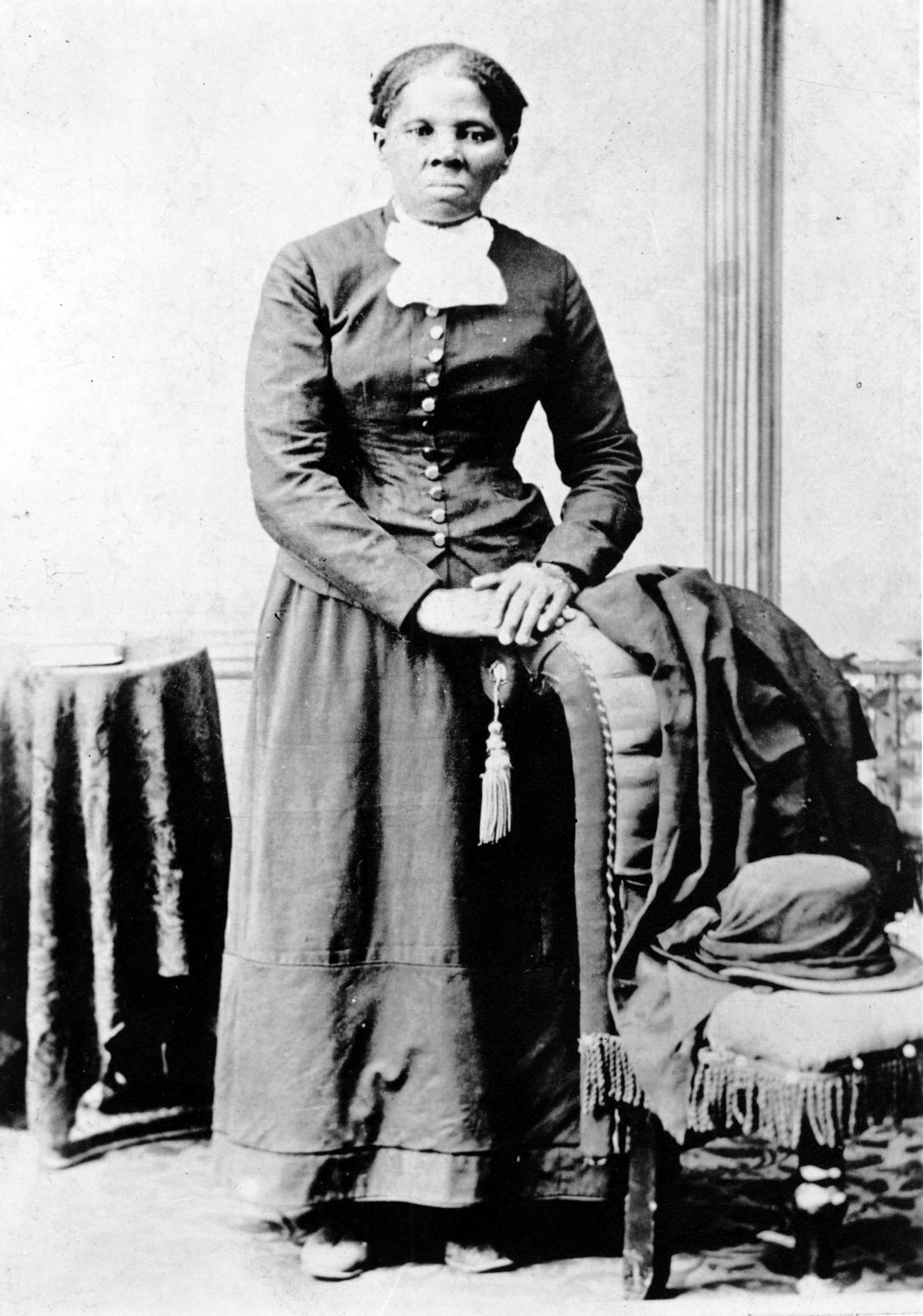
哈莉特·塔布曼 (H·B·凌仕礼摄)。1870年。地下铁路工人。塔布曼来往南方13次，帮助超過70人获得自由。

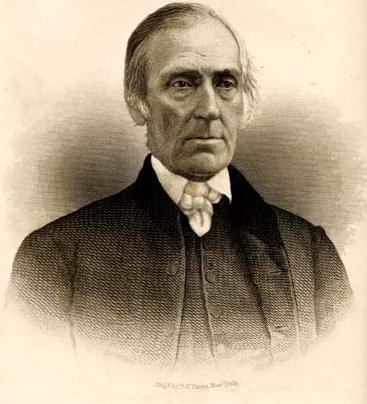
贵格会废奴主义者利未·柯芬和他的妻子凯瑟琳帮助2,000多名奴隶获得自由。

“地下铁路”并非字面意义上的地下通道或铁路。“地下”象征隐秘的反抗运动，而“铁路”则是一种隐晦的交流暗号。该网络包含会面地点、秘密路径、运输方式、避难所及支持废奴运动的同情者。参与者通常组成严格的小型组织，以增强保密性，因为每人只掌握附近的若干会面“车站”位置，对整个网络全貌知之甚少。逃亡奴隶沿着路线，从一个“车站”前往下一个，以北上求自由。铁路的“售票员”来自不同背景，包括自由黑人、白人废奴主义者、曾逃亡或被解放的前奴隶、以及美国原住民。教会的神职人员和信徒也积极参与，特别是贵格会、公理会、卫斯理会、改革长老会等基督教派，另有循道宗和浸礼宗等主流派系支持。若无自由黑人的帮助，逃亡奴隶几乎无法顺利避开追捕并获得自由。

### 路径

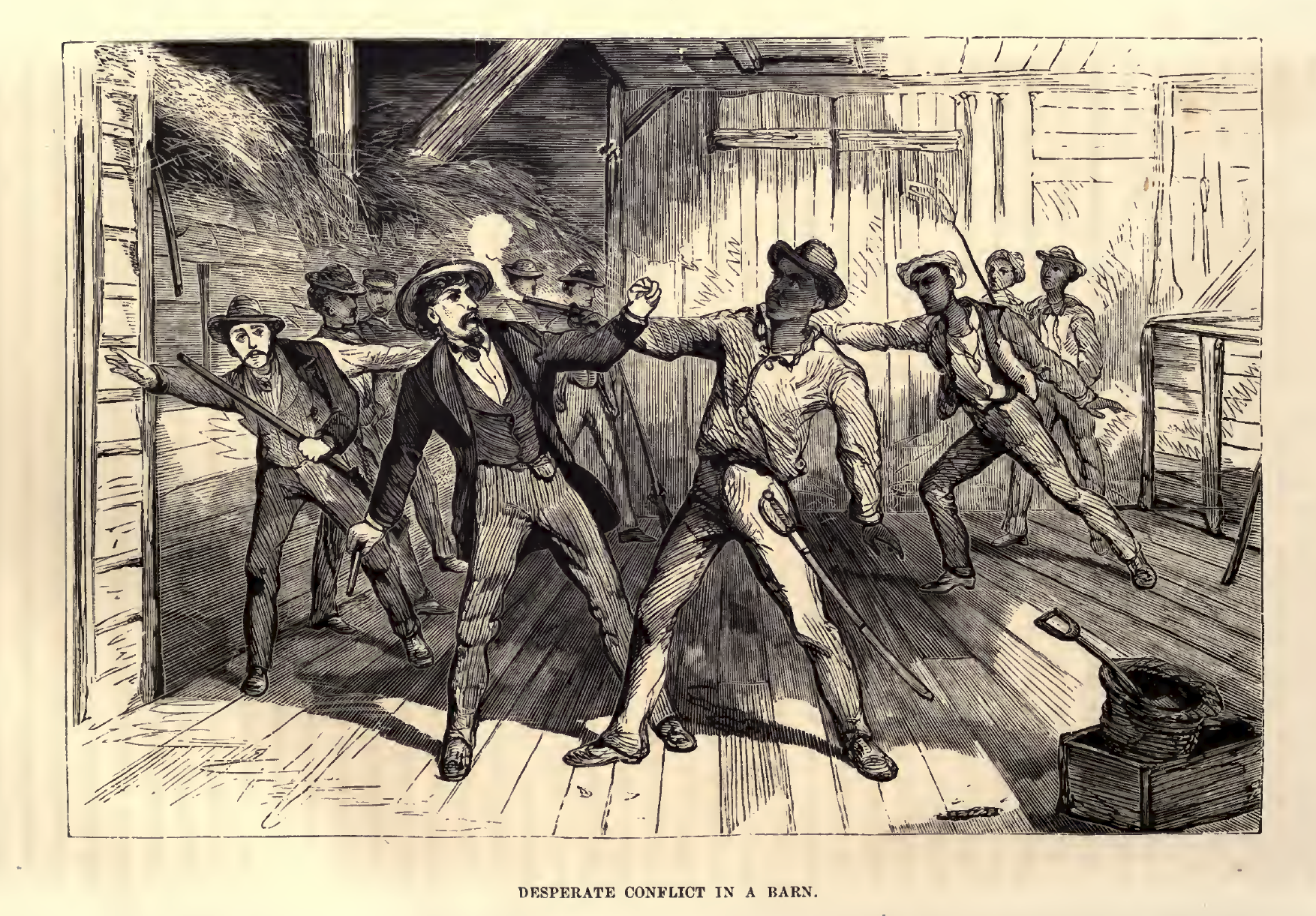
马里兰谷仓的解放斗争

为了降低被渗透的风险，许多地下铁路的参与者只知道他们所负责的任务，對全盘局势则不知情。“售票员”将逃亡奴隶从一个车站领到或运送另一个车站。售票员有时假扮奴隶，混进种植园。一旦到达种植园，售票员会将奴隶带往北方。奴隶们在夜间出发，每段行程约10–20英里(15–30公里)。白天，他们会在“车站”或“仓库”休息。“车站”常常位于教堂地板下的谷仓，或是山洞或河堤旁的洞穴。当逃亡奴隶在某一“车站”休息时，就会向下一个“车站”发出信号通知“站长”。
供逃亡奴隶食宿的地方被称作“车站”或是“仓库”，由“站长”管理。“股东”则提供资金或物资支持。逃亡奴隶使用圣经术语，将加拿大称作“应许之地”，将俄亥俄河（即蓄奴州与自由州的界線）称作“约旦河”。

### 环境
虽然部分逃亡奴隶可能会乘船或火车旅行，

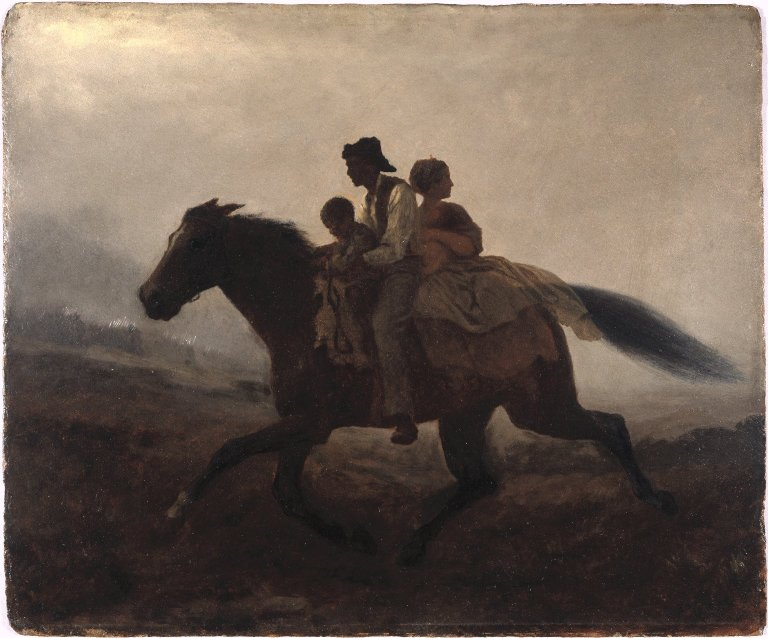
《骑向自由 — 逃亡的奴隶》，伊士曼·约翰逊绘制，油画22 × 26.25英寸，约1862年，布魯克林博物館

但他们通常以1至3人的小规模步行或乘坐马车，也有的组织稍大一些。废奴主义者查尔斯·特纳·托里及其同伴曾租用马车，一次运送15至20名奴隶
为了躲避追捕，逃亡路线往往并非直线，而是迂回曲折。大多数逃亡者是单独行动或小组出行，但也曾有过大规模的集体逃亡事件，如“珍珠事件”。对妇女和儿童而言，逃亡尤为艰难：儿童难以保持绝对安静，跟上队伍也较为困难，而女性奴隶则因极少被允许离开种植园，逃脱比男性更难即便如此，仍有成功者，最著名的莫过于哈莉特·塔布曼，她是杰出的“诱拐者”，敢于潜入蓄奴州拯救逃亡者。
逃亡路径和藏身地的信息主要靠口耳相传，极力避免被发现。南方报纸常刊登逃亡奴隶的信息，并悬赏捉拿；联邦警探和赏金猎人追捕时甚至会深入至加拿大边境。
受到獵手威胁的不单单是逃亡者。由于棉花种植的繁荣，南方对健康成年奴隶的需求很高。前奴隶和自由黑人也可能被强行绑架并奴役，例如纽约的所罗门·诺萨普。签署的“自由证书”可以证明黑人的自由身份，它可以很容易地被销毁或偷走，对持有人提供的保护甚少。
一些建筑，如伊利诺伊州东南部的克伦肖公寓，甚至专用于奴役自由黑人，被称为“逆向地下铁路”。根据《1850年逃亡奴隶法》，被捕的逃亡奴隶在特别审判庭中没有权利要求陪审团审判，也无法自我申辩，技术上即无罪也难以辩护。警察和私人奴隶捕手只需宣誓，即可获得返还“财产”的令状。
国会在南方议员的控制下通过了《1850年逃亡奴隶法》，而议席分配则因奴隶在人口统计上被视为五分之三而倾向南方。随着大量奴隶逃亡并受到北方公众乃至官方的支持，南方的愤怒加剧。在一些北方地区，奴隶捕手执行联邦赋予的权力时需要当地警方的协助。然而，反对奴隶制并不代表所有地区都欢迎自由黑人，例如印第安纳州沿俄亥俄河地区的居民颁布法案，禁止自由黑人在当地逗留。

### 術语

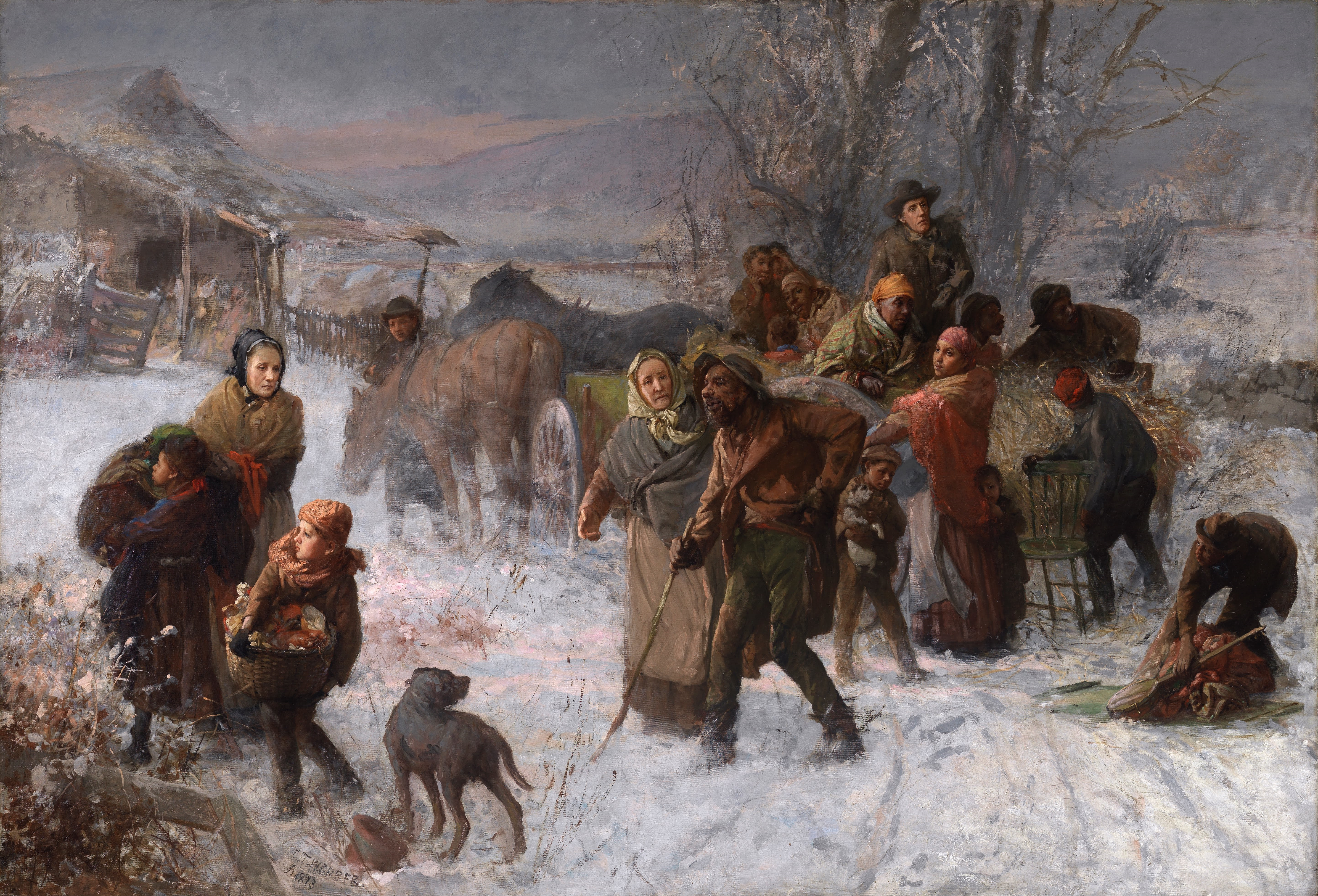
《地下铁路》，查尔斯·T韦伯

根据对铁路的暗喻，成员们常常使用相关术语。如：
- 帮助奴隶寻找铁路的人叫做“代理人”(或“牧羊人”)
- 向导叫做“售票员”
- 藏匿地点叫做“车站”
- “站长”将奴隶们藏在自己家中
- 逃亡奴隶叫做“乘客”或“货物”
- 奴隶们可以得到“车票”
- 类似于民谣，“车轮会继续转动”
- 铁路的赞助人叫做“股东”[24]。

除此之外，北斗七星（其“斗口”指向北极星）是“喝水葫芦”。铁路常被称为“自由火车”或“福音火车”，驶向“天堂”或“应许之地”，例如加拿大。
威廉·斯蒂尔被称为“地下铁路之父”，帮助了数以百计的奴隶逃亡，最多时每月协助达60人。他常常将逃亡者藏在自己位于费城的家中，并保存了详细的记录，包括每位逃亡者的简要传记，记录中充满了铁路暗喻。斯蒂尔与众多废奴人士保持联系，充当已逃亡奴隶与滞后者的中间联络人。1872年，他在《地下铁路：原始旁白及第一手记录》中公开了这些记录，为历史学家研究这一网络提供了宝贵资料，也记录了逃亡者的真实情感。
根据斯蒂尔的描述，铁路上的信息通常被加密，只有相关人士能理解。例如，“我在两点钟会送去四块大火腿，两块小火腿（I have sent via at two o'clock four large hams and two small hams）”实际意指四名成人和两名儿童将从哈里斯堡抵达费城。词语“via”表明这些“乘客”不是通过普通铁路，而是经由雷丁而来。通过这些加密信息，官方常常被引导去车站拦截火车，而斯蒂尔则在正确地点接应他们。逃亡者最终会被送往北方或加拿大，后者在19世纪30年代已废除奴隶制。

### 文化
自20世纪80年代起，有人提出棉被图案设计可能曾被用于向逃亡奴隶传递信号，为他们指引路径并提供支持。根据该理论的支持者说法，10种特定棉被图案可用作暗号指导逃亡。将棉被依次挂在晾架上，向奴隶发出逃亡的提醒——既提示他们做好准备，又指明方向。
棉被设计理论引发很多争议。最早的书面记录出现在1999年的口述历史中，而第一本提到该理论的书则是1980年的儿童读物。。目前尚无证据表明棉被图案确实用于暗号。棉被历史学家帕特·卡明斯和芭芭拉·布拉克曼对此表示质疑，地下铁路研究者贾尔斯·莱特也曾出版小册子驳斥该理论。
类似地，一些非学术来源声称黑人圣歌如《逃走》或《跟着饮水葫芦》也包含暗号，帮助奴隶逃亡。对此，学术界普遍认为，尽管奴隶歌曲表达了对解脱的渴望，但并无直接帮助逃亡的证据。
地下铁路还为文化创作提供了灵感。1860年，一首名为《自由之歌》的歌曲描述了田纳西奴隶逃往加拿大获取自由的故事，旋律取自《哦！苏珊娜》。歌曲在每节结尾强调在加拿大，“所有有色人种都是自由的”。在1803年法院裁决后，加拿大奴隶制逐渐瓦解，1834年全面废除。

### 法律
当南北矛盾激化至内战边缘时，许多黑人——无论自由或被奴役——都纷纷参军，为联邦而战。1865年12月6日，北方军在内战中胜利，国会通过了第十三号宪法修正案，彻底废除了奴隶制。 战争结束后，部分地下铁路变为返乡之路，许多逃亡奴隶选择回到美国。

### 批判
作家、政治家兼逃亡奴隶弗雷德里克·道格拉斯在《自传》中批评了地下铁路的某些做法：
对于一些西方朋友那种夸耀的方式，我从未赞同。他们称其为「地下铁路」，但在我看来，这种公开的声明更像是「高架铁路」的炫耀。
道格拉斯进一步指出，尽管他敬佩地下铁路的意义，但他认为更多的努力应放在教育奴隶主，而非单纯帮助逃亡奴隶。过于高调的行动容易让奴隶主保持警觉，从而增加了后续逃亡的难度。

## 實際情況

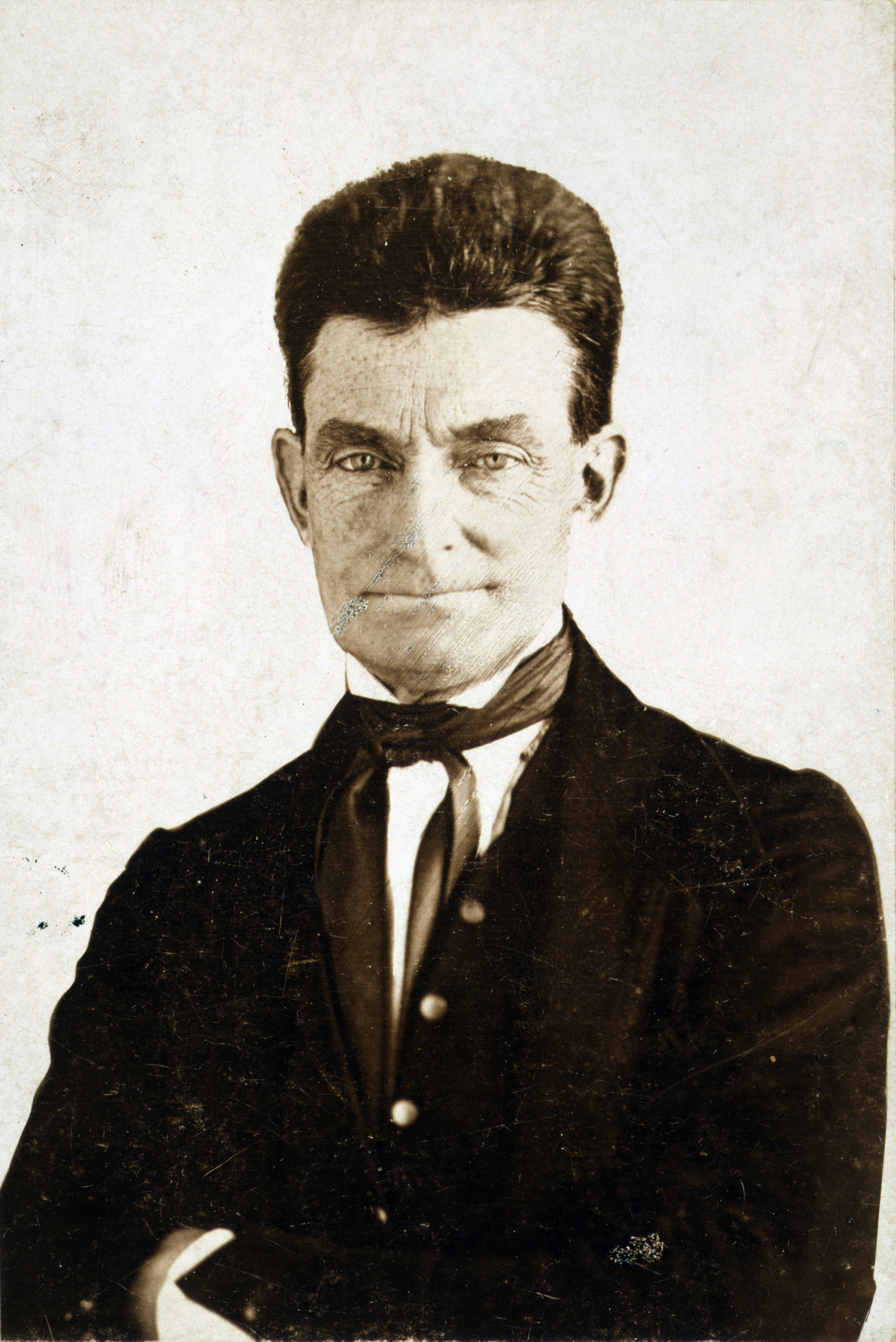
约翰·布朗也参与了地下铁路运动

估计约有30,000至100,000名奴隶通过地下铁路逃往加拿大。最大的黑人聚居区位于上加拿大（今安大略），在1841年后被称为西加拿大。许多黑人社区在南安大略形成，主要集中在多伦多、尼亚加拉瀑布城和温莎之间的三角区域。多伦多约有1,000名逃亡者定居，其他前奴隶则选择乡村地区，如肯特郡和艾塞克斯县。
其他重要聚居地包括新斯科舍的非裔社区，例如非裔维尔和靠近哈利法克斯的村庄，这些社区最初由美国独立战争后迁移的黑人保皇党建立。类似的黑人聚居区还出现在下加拿大（今魁北克）和温哥华岛，后者的执政官詹姆斯·道格拉斯提倡黑人移民，反对奴隶制，意图建立强大的黑人社区以抵御亲美的势力。然而，许多逃亡者在加拿大的生活艰辛，1834年废除奴隶制后，歧视依然普遍。新移民还面临与大量欧洲移民的激烈就业竞争。比如，在新不伦瑞克的圣约翰，1785年通过的法规禁止黑人贸易、捕鱼和赎身，直至1870年才被废除。
美国内战爆发时，许多黑人离开加拿大参加联邦军，一些人战后返回加拿大，但更多人选择留在美国，数千人返回南方，希望与家人团聚并参与重建。

## 参看
- 美國黑人
- 美國內戰
- 脫北者
- 黃雀行動
- 國際義人

## 脚注
1. ↑  . dictionary.com.   [July 17, 2011]. （原始内容存档于2015-10-03）. Template:-'A network of houses and other places abolitionists used to help slaves escape to freedom in the northern states or in Canada...' —American Heritage Dictionary
2. ↑  . Public Broadcasting Service.   [July 25, 2007]. （原始内容存档于2014-10-06）.
3. ↑  "Purpose and Background" （页面存档备份，存于）. Taking the Train to Freedom. National Park Service. Retrieved July 17, 2011
4. ↑  Smith, Bruce. . Google News. Associated Press. March 18, 2012  [March 23, 2012]. （原始内容存档于2012年3月21日）.
5. 1 2  Vox, Lisa, "How Did Slaves Resist Slavery?" （页面存档备份，存于）, African-American History, About.com, Retrieved July 17, 2011.
6. 1 2  . Historica.   [2014-10-16]. （原始内容存档于2010-01-06）. Between 1840 and 1860, more than 30,000 American slaves came secretly to Canada and freedom
7. ↑  "From slavery to freedom" （页面存档备份，存于）, The Grapevine, pp. 3–5.
8. ↑  Potter, David, 1976 pp. 132–139
9. ↑  Bordewich, Fergus, 2005, p. 324
10. ↑  Gara, Larry. . National Park Service. : 8.
11. ↑  Douglass, Frederick (July 5, 1852), "The Meaning of July Fourth for the Negro" （页面存档备份，存于）, History Is a Weapon, Retrieved July 17, 2011.
12. ↑  Potter, David, 1976, p. 139
13. ↑  Declaration of the Immediate Causes Which Induce and Justify the Secession of South Carolina from the Federal Union http://avalon.law.yale.edu/19th_century/csa_scarsec.asp （页面存档备份，存于）
14. ↑  Larson, p. xvii.
15. ↑  Blight, David, 2004, p. 3
16. ↑  Pinsker, Matthew. . Lancaster: PHMC. 2000.

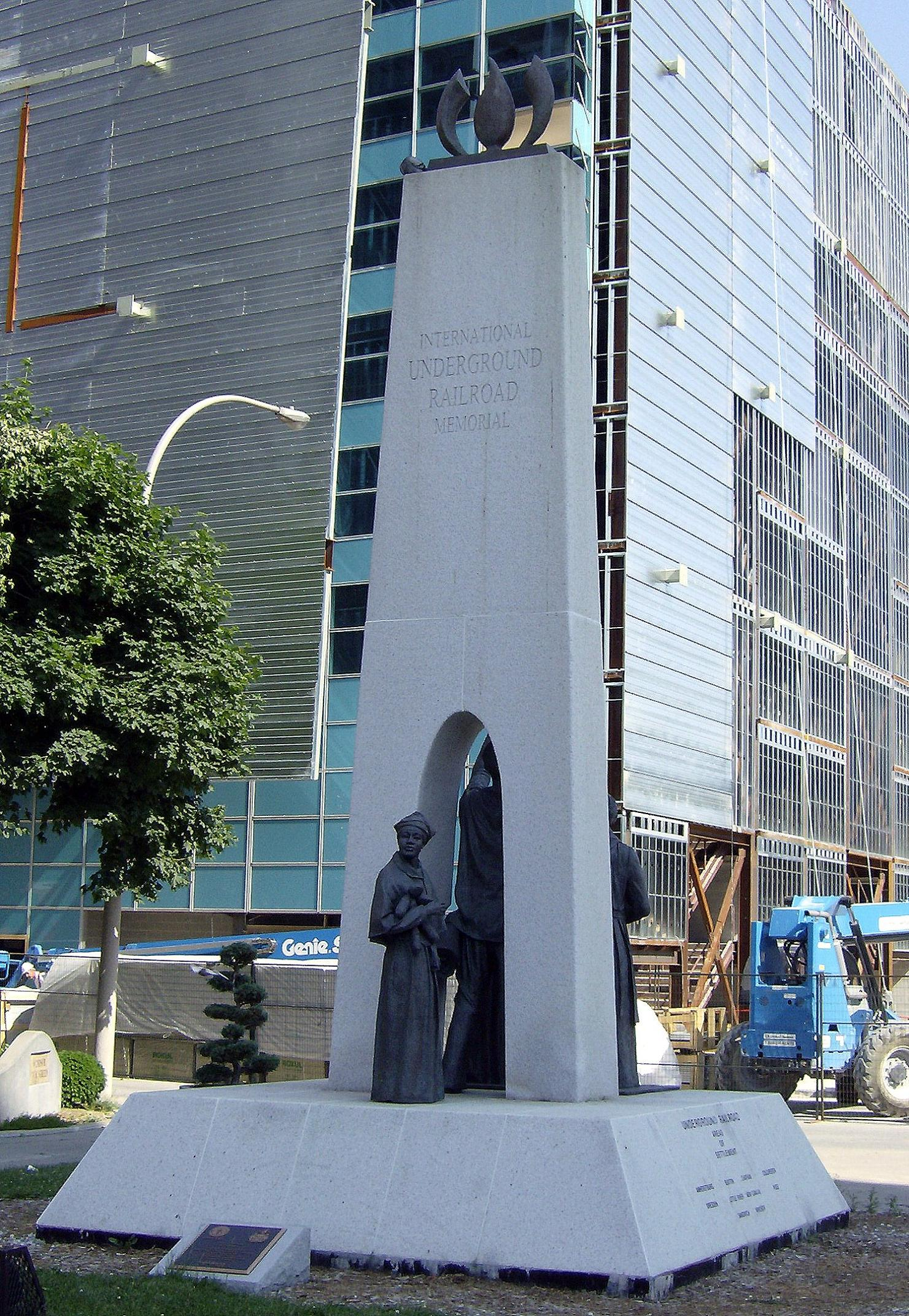
《国际地下铁路纪念碑》，安大略温莎

17. ↑  Dictated by Robert Jackson a.k.a. Wesley Harris on 2 November 1853. From William Still's The Underground Rail Road, p. 50. "Engravings by Bensell, Schell, and others."
18. ↑   (PDF). Myths and Codes of the Underground Railroad. Safe Passage. Greater Cincinnati Television Educational Foundation: 20.   [June 29, 2013]. （原始内容存档 (PDF)于2018-06-12）.
19. ↑  Bordewich, Fergus, 2005, p. 236
20. ↑  Torrey, E. Fuller. . Baton Rouge: Louisiana State University Press. 2013.
21. ↑  Blackett, Richard. . History Workshop Journal. October 2014, 78 (1): 279.
22. ↑  Wellington, Darryl Lorenzo. . Christian Science Monitor. January 20, 2004  [January 9, 2012]. （原始内容存档于2018-09-07）.
23. ↑  Potter, David, 1976, p. 133
24. ↑  Blight, David, 2004, p. 98
25. ↑  Blight, David, 2004, p. 175
26. ↑  Williams, Ozella McDaniels, 1999.
27. ↑  Aronson, Marc. . School Library Journal. April 1, 2007  [March 31, 2011]. （原始内容存档于2012-11-09）.
28. ↑  Kelley, James. . The Journal of Popular Culture. April 2008, 41 (2): 262–280. doi:10.1111/j.1540-5931.2008.00502.x.
29. ↑  African American Soldier in the Civil War: USCT, 1862-66 By Mark Lardas
30. ↑  The Underground Railroad,by Ann Heinrichs
31. ↑  The Underground Railroad and Sylvania's Historic Lathrop House, by Gaye E. Gindy, page 20
32. ↑  Douglass, Frederick. (1845) Narrative of the Life of Frederick Douglass. Dover Publications. Chapter 11.
33. ↑  Bordewich, Fergus, 2005, p. 379
34. ↑  "Arrival of the Black Loyalists: Saint John's Black Community" （页面存档备份，存于）, Heritage Resources Saint John

## 引述
- Blight, David W. (2004) Passages to Freedom: The Underground Railroad in History and Memory. Smithsonian Books. ISBN 978-1-58834-157-0.
- Bordewich, Fergus M (2005) Bound for Canaan:  The Underground Railroad and the War for the Soul of America.  Harper Collins.  ISBN 978-0-06-052430-2.
- Chadwick, Bruce (2000) Traveling the Underground Railroad: A Visitor's Guide to More Than 300 Sites. Citadel Press. ISBN 978-0-8065-2093-3.
- Frost, Karolyn Smardz; Osei, Kwasi. . Farrar, Straus & Giroux. 2007  [2014-10-16]. ISBN 978-0-374-16481-2. （原始内容存档于2014-01-03）.
- Forbes, Ella (1998) But We Have No Country: The 1851 Christiana Pennsylvania Resistance. Africana Homestead Legacy Publishers.
- Griffler, Keith P.(2004) Front Line of Freedom: African Americans and the Forging of the Underground Railroad in the Ohio Valley（页面存档备份，存于）. University Press of Kentucky. ISBN 978-0-8131-2298-4.
- Hagedorn, Ann (2004) Beyond the River: The Untold Story of the Heroes of the Underground Railroad. Simon & Schuster. ISBN 978-0-684-87066-3.
- Hendrick, George; Willene Hendrick, , McFarland & Co, 2010, ISBN 9780786447336, （原始内容存档于2014-10-10）
- Hendrick, George, and Willene Hendrick (2003) Fleeing for Freedom: Stories of the Underground Railroad As Told by Levi Coffin and William Still. Ivan R. Dee Publisher. ISBN 978-1-56663-546-2.
- Hudson, J. Blaine (2002) Fugitive Slaves and the Underground Railroad in the Kentucky Borderland. McFarland & Company. ISBN 978-0-7864-1345-4.
- Potter, David M. The Impending Crisis, 1848–1861. (1976) ISBN 978-0-06-131929-7
- Operating the Underground Railroad（页面存档备份，存于）, from National Park Service.
- The Underground Railroad（页面存档备份，存于）, from PBS.

## 更多阅读
- Blackett, R.J.M. (2013). Making Freedom: The Underground Railroad and the Politics of Slavery. Chapel Hill, NC: University of North Carolina Press.
- Frost, Karolyn Smardz. . New York: Farrar, Straus and Giroux. 2007  [2014-10-16]. （原始内容存档于2014-01-03）.
- Larson, Kate Clifford (2004). Bound For the Promised Land: Harriet Tubman, Portrait of an American Hero. New York: Ballantine Books. ISBN 978-0-345-45627-4
- Underground Railroad（页面存档备份，存于）, 1872, by William Still, from Project Gutenberg (classic book documenting the Underground Railroad operations in Philadelphia). 
  - Public domain audiobook from LibriVox: Part 1（页面存档备份，存于）, Part 2（页面存档备份，存于）, (Parts 3–5 are in progress)
- Stories of the Underground Railroad, 1941, by Anna L. Curtis (stories about Thomas Garrett, a famous agent on the Underground Railroad)

### 民谣与传说
- New Jersey's Underground Railroad Myth-Buster: Giles Wright is on a Mission to Fine Tune Black History（页面存档备份，存于）
- Putting it in Perspective: The Symbolism of Underground Railroad quilts（页面存档备份，存于）
- Underground Railroad Quilts & Abolitionist Fairs（页面存档备份，存于）
- Documentary Evidence is Missing on Underground Railroad Quilts